# إروف

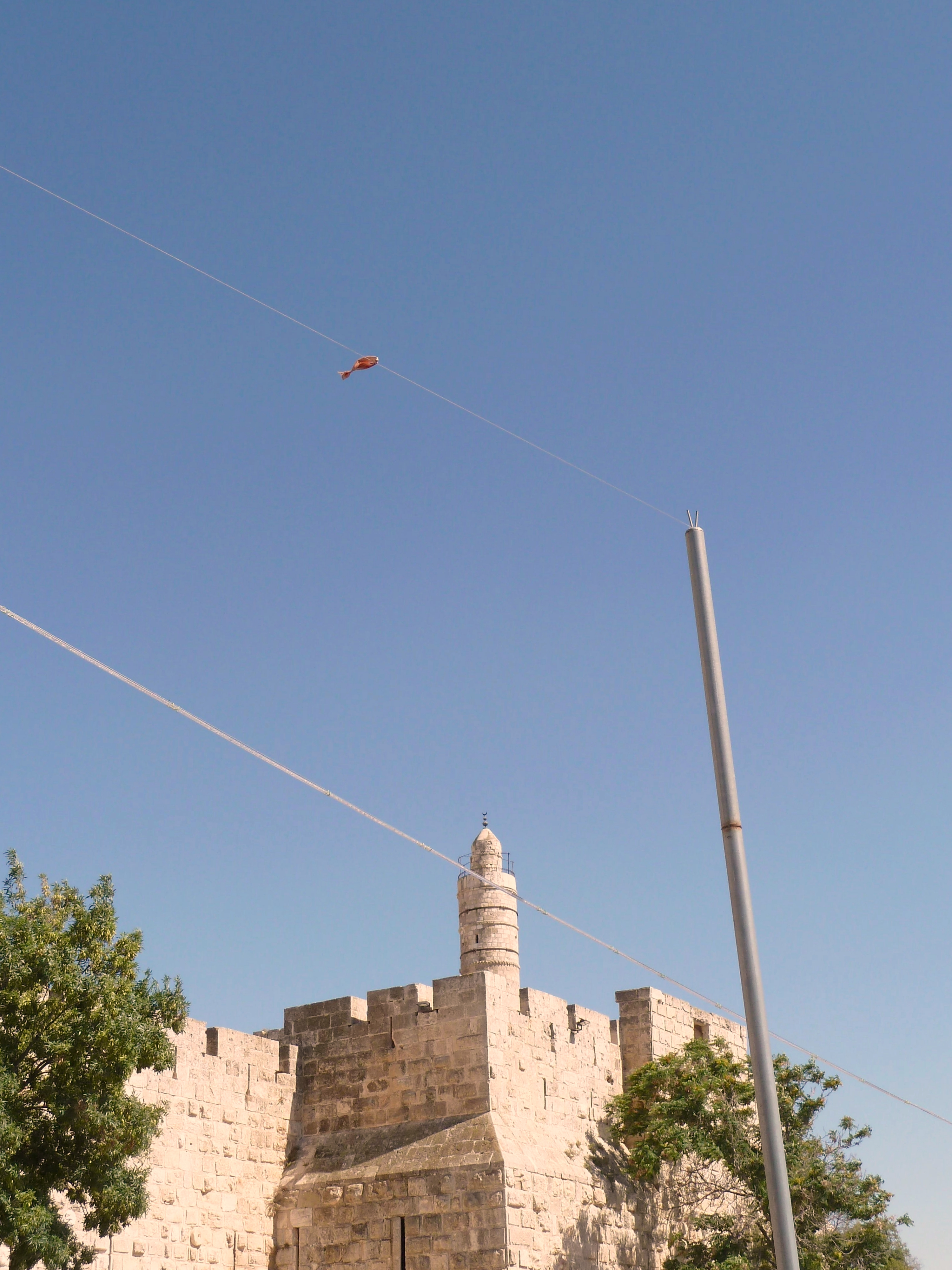
إروف ، أمام برج القلعة ، في البلدة القديمة في القدس ، 2014.

هو سياج يهدف إلى خدمة الجالية اليهودية التي تعيش وفقًا لقوانين وقواعد تلمود والتوراة . حدود إروف ، في المدن التي يوجد فيها واحد ، المنطقة التي يمكن فيها القيام بأنشطة معينة محظورة عادة (مثل حركة الحمل) خلال أيام السبت وأعياد يهودية معينة. يمكن أن يكون هذا السور حقيقيًا (وبالتالي ، في حالة مدينة محاطة بشكل طبيعي بالجدران) أو رمزيًا (سلك بسيط ، يمتد بين الأشجار وأعمدة الكهرباء ، ثم يفعل الحيلة). هذه هي الحالة الأخيرة ، حالة الثور الاصطناعي ، التي لفتت الانتباه إلى الظاهرة.

## جمعية
في الواقع ، إن وجود إروف مصطنع غير مرئي لغالبية السكان ، باستثناء اليهود الأرثوذكس. ومع ذلك ، قد يبدو أن إروف يمثل مشكلة فيما يتعلق باحترام العلمانية. ؛ يراها البعض على أنها استعادة دينية للأماكن العامة.
في عام 2001 ، رفضت سلطات هذه المدينة طلبًا للحصول على إروف في أترمون (مقاطعة مونتريال ) ، ولكن تمت الموافقة على هذا الطلب لاحقًا بموجب حكم صادر عن المحكمة العليا في كيبيك. شهدت بلديات أخرى حول العالم جدلاً حول هذا الموضوع ، ولا سيما سان بريس سو فوريه في فرنسا.
في ستراسبورغ ، يتألف إروف بشكل أساسي من جسور للسكك الحديدية والأنهار المحيطة بالمدينة. يوجد أيضًا إروف في متز و رانس وأنتويرب 
يُطلق عليه أيضًا اسم إروف وهو بداية طبق يتم إعداده قبل بداية الإجازات والذي يسمح بالطهي بينما يُحظر عادةً هذا النشاط في هذه الأيام.
انطلاقًا من التأمل في الأروف ، نشرت المصورة الفرنسية صوفي كالي في عام 1996 كتاب "إروف القدس"  ، وهو كتاب صغير يجمع صورًا وشهادات لسكان المدينة المقدسة في منطقة الأروف.